# Vihara
Vihara (sanskrt: विहार vihāra) se običajno nanaša na samostan za budistične menihe (bhikhu,  Pali, sanskrt: bhikṣu). Koncept je star in je v zgodnjem sanskrtskem in pali jeziku pomenil kakršnokoli ureditev prostora ali objekta za užitek in zabavo. Ta izraz se je razvil v arhitekturni koncept, ki se nanaša na bivalne prostore za menihe z odprtim skupnim prostorom ali dvoriščem, zlasti v budizmu. Ta izraz najdemo tudi v Ajiviki, hindujski in džainski meniški literaturi, ki se običajno nanaša na začasno zatočišče za potujoče menihe ali nune med letnimi indijskimi monsuni.  V modernem džainizmu menihi še vedno potujejo iz mesta v mesto, razen v času deževnega obdobja (čaturmas); izraz vihara se nanaša na njihova potepanja. 
Vihara ali dvorana vihara ima bolj specifičen pomen v arhitekturi Indije, zlasti v starodavni indijski skalni arhitekturi. Tu gre za osrednjo dvorano, z majhnimi celicami, ki so z njo povezane, včasih z izklesanimi posteljami. Nekatere imajo svetišče – celo – postavljeno na sredino zadnje stene, ki vsebuje stupo na začetku ali kasnejši kip Bude. Značilne velike lokacije, kot so jame Adžanta, jame Aurangabad, jame Karli in jame Kanheri, imajo več vihar. Nekatere imajo v bližini tudi čaitjo ali molilno dvorano. Vihara je nastala kot zaklonišče menihom, ko je deževalo.

## Etimologija in terminologija
Vihāra je sanskrtska beseda, ki se pojavlja v več vedskih besedilih s kontekstno občutljivimi pomeni. Na splošno pomeni obliko »porazdelitve, prenosa, ločevanja, ureditve«, bodisi besed ali svetega ognja ali žrtvenega prostora. Druga možnost je, da se nanaša na obliko počivališče na potepanju, kjerkoli se lahko spočijete ali pa uživate v razvedrilu v smislu, ki je bolj značilen v poznih vedskih besedilih, v epih in gryhasutra literaturi. 
Njegov pomen v post-vedskem obdobju je natančneje oblika počitniške hiše ali templja ali samostana v asketskih tradicijah Indije, zlasti za skupino menihov. Predvsem se je nanašala na dvorano, ki so jo uporabljali kot tempelj ali kjer so se menihi srečevali, nekateri pa so hodili. V kontekstu uprizoritvenih umetnosti izraz pomeni gledališče, igralnico, samostan ali tempelj, kjer se srečuje, opravlja ali sprošča. Kasneje se je skliceval na obliko tempeljske ali samostanske gradnje v budizmu, hinduizmu in džainizmu, pri čemer ima oblikovanje osrednjo dvorano in priložene ločene prostore za bivanje bodisi za menihe ali bogove, boginje in nekatere svete figure, kot so Tirthankaras ali Buda ali guru. Beseda pomeni džainski ali hindujski tempelj ali 'bivališče, prostor za čakanje' v številnih srednjeveških napisih in besedilih, od vi-har, kar pomeni 'zgraditi'. 
To je v nasprotju z Aranja (sanskrt) ali Arana (Pali), kar pomeni 'gozd'.  V srednjem veku je ta izraz pomenil vsak samostan, zlasti za budistične menihe.  Matha je še en izraz za samostan v indijski verski tradiciji, ki se danes običajno uporablja za hindujske ustanove.
Severna indijska država Bihar je dobila ime po besedi vihara zaradi obilja budističnih samostanov na tem območju. Beseda vihara je bila izposojena tudi v malajščini, kjer je napisana biara in označuje samostan ali drugo nemuslimansko bogoslužje. Na Tajskem, Japonskem in Kitajskem (kitajsko 精舍, jīngshè, japonsko 精舎, ShōJa) ima vihara ožji pomen in označuje svetišče ali hišo za počitek. Imenuje se wihan (วิหาร) v tajščini in vihear v kmerščini. V burmanščini wihara (ဝိဟာရ, IPA: [wḭhəɹa̰]), pomeni 'samostan', vendar je raje avtohtona burmanska beseda kyaung (IPA: [tɕáʊɴ]). Menihi, ki hodijo od kraja do kraja in pridigajo in iščejo miloščino, so pogosto ostali skupaj v sangha. V pandžabskem jeziku je odprt prostor v domu imenovan vehra.

## Izvor

### Vihare kot centri za razvedrilo
V času Ašoke iz 3. stoletja so bila vihara yatra potovanja, namenjena razvedrilu, užitkom in hobijem, kot je lov. To je bilo v nasprotju z dharma yatra, ki so se nanašale na religiozno raziskovanje in romanje. Ko se je Ašoka spreobrnil na budizem, stanje Lahiri, je izvajal dharma yatra okoli sredine 3. stoletja pr. n. št., namesto hedonistične kraljeve vihara yatra. 

### Vihare kot samostani
Zgodnja zgodovina vihar je nejasna. Samostani v obliki jam so datirani v stoletja pred začetkom splošnega obdobja, za adživike, budiste in džainiste. Skalno arhitekturo najdemo v jamskih viharah iz 2. stoletju pr. n. št. in imajo korenine v obdobju Mavijskega cesarstva. V in okoli indijske države Bihar je skupina stanovanjskih jamskih spomenikov, datiranih v obdobje pred splošnim obdobjem, ki odraža mavrijsko arhitekturo. Nekateri od njih imajo napise v Brahmi pisavi, ki potrjuje njihovo starost, napisi pa so verjetno dodani že obstoječim jamam.  Najstarejši sloj budističnih in džainistčnih besedil omenja legende o Budi, džain Tirthankaras ali šramana menihih, ki so živeli v jamah.  Če ti zapisi, ki izhajajo iz ustnega izročila, natančno odražajo pomen menihov in jam v času Bude in Mahavire, potem tradicija jamskih prebivališč sega vsaj do 5. stoletja pr. n. št. Po Allchinu in Erdosiju je legenda prvega budističnega sveta datirana v obdobje tik po smrti Bude. Spominjata se menihov, ki so se zbirali v jami blizu Rajgirija in to datira v čas pred Mavriji. Vendar pa je kvadratno dvorišče z arhitekturo celic vihara, Allchin in Erdosy datirata v obdobje Mavrjev. Prejšnje meniške rezidence adživikov, budistov, hindujcev in džainistov so bile verjetno izven kamnitih pečin in izdelane iz začasnih materialov, ki niso preživeli. 
Najstarejši znani dar nepremičnine za samostanske namene, zabeležen v indijskem napisu, je pripisan cesarju Ašoki in to je donacija adživikom. Po mnenju Johannesa Bronkhorsta je to ustvarilo konkurenčne finančne pritiske na vse tradicije, vključno s hindujskimi brahmani. To je lahko pripeljalo do razvoja vihar, kot zatočišč za menihe in razvoja v konceptu ašrama do agrahar ali hindujskih samostanov. Ta zatočišča so običajno spremljale donacije prihodkov iz bližnjih vasi, ki so delale in podpirale te jame s hrano in storitvami. Napis v Karla iz 1. stoletja pr. n. št. podari jamo in bližnjo vas, navaja Bronkhorst »za podporo asketov, ki živijo v jamah Valuraka [Karle], brez razlikovanja sekte ali izvora«. Budistična besedila iz Bengalijr, datirana stoletje kasneje, uporabljajo za svoje samostane izraz asrama-vihara ali agrahara-vihara. 
Budistične vihare ali samostane lahko opišemo kot rezidenco za menihe, center za versko delo in meditacijo ter središče budističnega učenja. Sklicevanje na pet vrst stanovanj (Pancha Lenani) in sicer vihara, addajuoga, pasada, hamija in guha je v budističnih kanonskih besedilih primerno za menihe. Med njimi sta preživela le vihara ('samostan') in guha ('jama').
Na neki stopnji budizma, tako kot druge indijske verske tradicije, so potujoči menihi iz budistične meniške skupnosti – sangha, posvečeni asketstvu in samostanskemu življenju, potovali od kraja do kraja. V deževnem obdobju (prim. vassa) so ostali v začasnih zavetiščih. V budistični teologiji, ki se nanaša na ponovno rojstvo in zaslužek za usluge, je veljalo, da je to dejanje uslug ne samo za nahranitev meniha, temveč tudi za njegovo zatočišče, saj so razkošni samostani ustvarjali bogate privržence.

## Arhitektura
Edini bistveni ostanki zelo zgodnjih vihar so v skale vklesani kompleksi, večinoma v severni Indiji, zlasti v Deccanu, vendar je to nesreča preživetja. Prvotne zgrajene vihare v kamnu ali opeki bi bile verjetno vsaj tako pogoste in norma na jugu. Do drugega stoletja pred našim štetjem je bil vzpostavljen standardni tloris za viharo in tvorijo večino budističnih kamnitih jam. Sestavljala ga je groba pravokotna dvorana, v skalnatih primerih ali verjetno odprta dvorana v drugih primerih, iz katere je bilo več manjših celic. V skalo vklesane celice so pogosto opremljene s sklesano ploščadjo za posteljo in blazine. Sprednja stena je imela enega ali več vhodov, pogosto pa verando. Kasneje je bila stena, obrnjena proti vhodu, imela dokaj majhno sobo s svetiščem, ki je bila pogosto dostopna skozi predprostor. Sprva so imele stupe, kasneje pa veliko, izklesano Budovo podobo, včasih z reliefi na stenah. Na verandi je lahko tudi skulptura, v nekaterih primerih pa tudi stene glavne dvorane. Slike so bile morda pogostejše, vendar le redko ohranjene, razen v nekaj primerih, kot so jame 2, 10, 11 in 17 v jamah Adžanta. Ker so kasneje sklesane vihare pogosto na treh nadstropjih, je bilo to verjetno tudi pri zgradbah. 
Ko je vihara pridobila osrednjo podobo, je prevzela funkcijo dvorane za čaščenje čaitja in se na koncu prenehale graditi. To je bilo kljub temu, da je bilo izklesano svetišče vihare soba, ki po navadi ni ponujala poti za obkrožanje ali pradakšina, pomembno ritualno prakso.
V zgodnjem srednjem veku so vihare postale pomembne institucije in del budističnih univerz s tisoči študentov, kot je Nalanda (velik in cenjen budistični samostan, v starodavnem kraljestvu Magadha (današnji Bihar) v Indiji). Življenje v viharah je bilo že zgodaj kodificirano. Je predmet dela pāli kanona, Vinaya Piṭaka (budistični svetopisemski spis, eden od treh delov, ki sestavljajo Tripiṭaka (tri košare) ali »košare meniške discipline«. Šalban vihara v Bangladešu je primer strukturnega samostana s 115 celicami, kjer so izkopali spodnje dele zidane zgradbe. Somapura Mahavihara, tudi v Bangladešu, je bila večja vihara, večinoma iz 8. stoletja, s 177 celicami okoli ogromnega osrednjega templja.

### V kamen vklesana vihara
Običajno sledi standardni obliki, kot je opisano zgoraj, vendar obstajajo nekatere različice. Dve dvorani vihara, Jama 5 na Ellori in Jama 11 v Kanheri, imata zelo nizke ploščadi, ki potekajo večino dolžine glavne dvorane. Te so se verjetno uporabljali kot kombinacijo klopi ali miz za jedilnico, mize za študij in morda postelje. Pogosto jih imenujejo 'jedilnica-dvorana' ali 'dvorana Durbar' v Kanheri, brez dobrih dokazov .
Jama 11 v jamah Bedse je dokaj majhna vihara iz 1. stoletja, z devetimi celicami v notranjosti in prvotno štirimi okrog vhoda in brez svetišča. Odlikujejo jo razkošni motivi gavakša in ograja, izrezana okrog vrat celic, predvsem pa z zaokroženim stropom in apsidnim oddaljenim koncem, kot je dvorana čaitja.

## Zgodovina
Najzgodnejše budistične v skalo vklesane jame in svete kraje najdemo v zahodnem Dekanu iz 3. stoletja pred našim štetjem.  To so jame Bhaja, jame Karla in nekatere jame Adžanta.
Na severozahodnem območju Gandhare, na območjih, kot so Jaulian, Kalavan (na območju Taxila) ali stupa Dharmarajika, vsi v Pakistanu, so verjetno vihare z osrednjim svetiščem, ki vsebuje podobe Bude, datirane v 2. stoletje pr. n. št., prototipi za samostane 4. stoletja, kot so tisti v Devni moriju v Gudžaratu.  To je podprto z odkritjem glinenih in bronastih kipov Bude, vendar ni jasno, če so kipi poznejši. Po besedah Behrendta so ti »morali biti arhitekturni prototip poznejših severnih in zahodnih budističnih svetišč v jamah Adžanta, Aurangabad, Ellora, Nalanda, Ratnagiri in drugih krajih«. Behrendtov predlog sledi modelu, ki navaja, da so severozahodni vplivi in obdobje Kušanov v 1. in 2. stoletju pr. n. št. sprožili razvoj budistične umetnosti in samostanskega oblikovanja. Nasprotno pa Susan Huntington navaja, da je ta model iz poznega 19. in zgodnjega 20. stoletja vse bolj podvomil v odkritje slik Bude iz obdobja pred Kušani zunaj severozahodnih ozemelj. Nadalje navaja Huntington, »arheološki, literarni in napisni dokazi«, kot so tisti v Madja Pradešu, vzbujajo dvome.  Predano čaščenje Bude je mogoče slediti, na primer, do bharhutskih budističnih spomenikov, datiranih med 2. in 1. stoletjem pr. n. št. Jame Krišna ali Kanha (jama 19) v Nasiku ima osrednjo dvorano s povezanimi celicami in je običajno datirana v 1. stoletje pr. n. št. 
Zgodnje kamnite vihare so posnemale leseno konstrukcijo, ki je verjetno nastala pred njimi.
Dokazi iz zapisov na kamnitih in bakrenih ploščah kažejo, da so budistične vihare pogosto sestavljali hindujski in džainistični templji. Čas  Guptskega imeprija je bil priča izgradnji številnih vihar, vključno s tistimi v jamah Adžanta. Nekateri od teh vihar in templjev, ki se kažejo v besedilih in napisih, niso več fizično najdeni, verjetno uničeni v kasnejših stoletjih zaradi naravnih vzrokov ali zaradi vojne. 

### Vihare kot vir glavne budistične tradicije
Ko se je več ljudi pridružilo budistični meniški sanghi, so starejši menihi sprejeli kodeks discipline, ki je postal znan v pali kanonu kot besedila Vinaja. Ta besedila se večinoma nanašajo na pravila sanghe. Pred temi pravili so zgodbe, ki pripovedujejo, kako je Buda prišel, da bi jih določil, sledila jim je razlaga in analiza. V skladu z zgodbami so bila pravila oblikovana ad hoc, saj je Buda naletel na različne vedenjske probleme ali spore med svojimi privrženci. Vsaka večja zgodnje budistična tradicija je imela svojo različico besedila kodeksa discipline za življenje vihare. Vodjo vihare je imenoval vihara-pala, tistega, ki je vodil viharo, rešil spore, določil soglasje v sanghi in pravila ter prisilil tiste, ki se niso strinjali s tem konsenzom. 
V zgodovini budizma so sledljive tri zgodnje vplivne meniške bratovščine. Mahavihara, ki jo je ustanovil Mahinda, je bila najstarejša. Kasneje, v 1. stoletju pr. n. št., je kralj Vattagamani podaril Abhayagiri viharo svojemu priljubljenemu menihu, in ga je mahaviharska bratovščina izgnala. V 3. stoletju našega štetja se je to ponovilo, ko je kralj Mahasena podaril Jetavani viharo posameznemu menihu, kar je pripeljalo do njegovega izgona. Mahinda Mahavihara je pripeljal do ortodoksne tradicije theravade. Menihi Abhayagiri vihara, ki so jih pravoverni budistični menihi zavračali in kritizirali, so bili bolj dovzetni za heterodoksne ideje in gojili tradicijo Mahajane. Menihi Jetavana vihare so med obema tradicijama nihali, ko so mešali svoje ideje. 

### Vihare v obdobju Pāla
Med antičnim Magadha (danes Bihar) in Bengalijo je v obdobju Pāla zrastla vrsta samostanov. Po tibetanskih virih je izstopalo pet velikih mahavihar (velika vihara): Vikramašila, glavna univerza tega obdobja; Nalanda, v preteklosti, a še vedno slavna, Somapura, Odantapurā in Jagaddala.  Po Sukumar Duttu je pet samostanov oblikovalo mrežo, ki jo je podpirala in nadzirala država Pala. Vsak od petih je imel svoj pečat in deloval kot korporacija, ki je služila kot središče učenja. 
Drugi pomembni samostani  imperija Pala so bili Traikuta, Devikota (identificirana s starodavno Kotivarso, danes Bangar) in Pandit vihara. Izkopavanja, ki sta jih skupaj izvedla Arheološki zavod Indije in Univerza v Burdwanu leta 1971-1972 do 1974-1975, so prinesla budistični meniški kompleks v Monorampurju, blizu Bharatpurja preko Panagar Bazarja v okrožju Bardhaman v Zahodni Bengaliji. Datum samostana se lahko pripiše zgodnjemu srednjeveškemu obdobju. Nedavna izkopavanja v Jagjivanpurju (okrožje Malda, Zahodna Bengalija) so razkrila še en budistični samostan (Nandadirghika-Udranga Mahavihara) iz 9. stoletja. 
Nič od nadgradnje ni preživelo. Našli so številne samostanske celice s pravokotnim dvoriščem. Pomembna značilnost je prisotnost krožnih vogalnih celic. Domneva se, da je splošna ureditev samostanskega kompleksa v Jagjivanpurju podobna tistemu v Nalandi. Poleg teh so v epigrafskih in drugih virih najdene razpršene navedbe nekaterih samostanov. Med njimi je treba omeniti Pulahari (v zahodni Magadhi), Halud vihara (45 km južno od Paharpurja), Parikramana vihara in Jašovarmapura vihara (v Biharju). Drugi pomembni strukturni kompleksi so bili odkriti v Mainamatiju (okrožje Comilla, Bangladeš). Ostanki kar nekaj vihar je bilo odkritih tukaj in najbolj izpopolnjena je Šalban vihara. Kompleks je sestavljen iz precej velike vihare običajnega tlorisa štirih vrst meniških celic okrog osrednjega dvorišča, v središču pa je tempelj v križnem tlorisu. Po legendi o pečatu (odkritem na tem mestu) je bil ustanovitelj samostana Bhavadeva, vladar rodbine Deva.

### Jugovzhodna Azija
Ko se je budizem razširil v jugovzhodni Aziji, so samostane zgradili lokalni kralji. Izraz vihara se je nanašal na zbirno dvorano teh samostanov. Mnoge od teh vihar so še naprej igrale pomembno vlogo v sodobni praksi theravadskega budizma. Na primer, v dvanajstem lunarnem mesecu na Tajskem so budisti-laiki obiskali samostan in obkrožili viharo in relikviarij kot sredstvo za ugodnost. Častilci lahko darujejo svete banana čolne, ki vsebujejo goreče kadilo, rože, lepljivi riž in nekaj kovancev, ko končajo krog. Ti čolni se nato prenesejo v lokalno reko ali ribnik in se splavijo . Ob drugih priložnostih se budisti laiki zberejo za obrede kathina v vihari, kjer darujejo obleke, milo, brisače, konzervirano hrano, cigarete in druge materialne dobrine menihom, s prepričanjem, da jim ugodnosti, ki jih tako zaslužijo, omogočajo, da živijo v nebeški samsari po prihodnjem ponovnem rojstvu.  Mnoge od teh theravadskih vihar imajo značilne Budove podobe, ki so svete, potem ko so jo menihi uradno posvetili.

## Galerija
- Jama 4, jame Adžanta
- Vhod v dvorano vihare v jamah Kanheri
- Stenske rezbarije v jamah Kanheri
- Enostavne kamnite plošče v vihari v jamah Kanheri
- Vhod v viharo, jame Bedse